# Autalia phricotrichosa
Autalia phricotrichosa är en skalbaggsart som beskrevs av Hoebeke 1988. Autalia phricotrichosa ingår i släktet Autalia och familjen kortvingar. Inga underarter finns listade i Catalogue of Life.